# Ruthenbach (Ems)
Der Ruthenbach ist ein 9,2 km langer, linker Nebenfluss der Ems, in die er nordöstlich des Ortsteils Clarholz von Herzebrock-Clarholz mündet.
Er ist nicht zu verwechseln mit dem Ruthebach, dessen amtlicher Name ebenfalls Ruthenbach ist und der durch eine Bifurkation aus dem Rhedaer Bach in Halle (Westf.) entsteht.

## Fauna
In der Bachaue des Ruthenbaches gibt es ein Vorkommen der Helm-Azurjungfer, die zu den seltensten Libellenarten in Nordrhein-Westfalen zählt. 